# Videnskabelig dokumentation
 For alternative betydninger, se Bevis. (Se også artikler, som begynder med Bevis)
I naturvidenskaben kan der kun føres dokumentation for, at en videnskabelig hypotese eller teori ikke er korrekt. Alligevel benyttes betegnelsen "dokumentation" ofte om videnskabelige resultater i medierne, selv om der blot er tale om evidens, statistisk sandsynlighed eller endda blot korrelation.
Princippet om at det kun kan bevises at en videnskabelig hypotese ikke er korrekt (man siger at hypotesen falsificeres) blev udviklet af filosoffen Karl Popper. Pointen er, at uanset hvor mange data vi har til rådighed, der støtter hypotesen, kunne der dukke nye op der modsiger den. Man kan således ikke konkludere at en hypotese er sand eller bevist, men kun at den endnu ikke er modbevist. Hypoteser der er bekræftet af store mængder data og ikke er falsificeret i lang tid ophøjes ofte til status af fysiske love, selv om det ikke ændrer på at de kunne vise sig forkerte.
Et eksempel: Man har en hypotese om at alle ravne er sorte. Man undersøger derefter 15000 ravne, og finder at alle er sorte. Alligevel er der intet bevis på at alle ravne er sorte. Dersom man imidlertid finder en hvid ravn mellem de 15000, så er det et bevis på at ikke alle ravne er sorte.